# A.D.L. 122
A.D.L. 122 ist eine Neonazi-/Rechtsrock-Band aus Mailand, die in der italienischen Hooligan-Szene tätig ist und in Italien zu den „wohl wichtigsten RechtsRock-Bands der 90-er Jahre“ zählt.

## Bandgeschichte
Die Band bestand zunächst von 1993 bis 1997. Während dieser Zeit veröffentlichte sie zwei Alben auf Tuono Records (Vicenza). Die Band war auch international aktiv. Der Bandname ist eine Abkürzung für Anti Decreto Legge 122 und drückt ihre Ablehnung das Anti-Rassismus-Gesetz Decreto Legge bzw. Legge Mancino (Gesetz Mancino) aus.
Es folgten sieben Jahre Pause, bis die Band ab 2003 wieder gemeinsam auftrat. Seitdem gab es zahlreiche Konzerte mit Bands aus dem neonazistischen Spektrum und dem Umfeld der Nazipunk-Szene. Es erschien außerdem 2006 ein weiteres Album und 2007 eine Split-7’’.

## Diskografie

### Alben
- 1994: Fuorilegge
- 1996: Angelo della morte
- 2007: O.F.F.

### Singles
- 1993: Sentirete ancora
- 1995: La notte dei regali

### Split-Veröffentlichungen
- 1995: French-British-Italian Friendship (mit Celtic Warrior und Bifrost)
- 2007: White Christmas (mit Civico 88 und Xmas Heroes)